# Holiday Europe
Holiday Europe ist eine bulgarische Fluggesellschaft mit Sitz in Sofia und Basis auf dem Flughafen Sofia, welche seit Ende 2020 keine Flüge mehr durchführt. Die türkische Muttergesellschaft Onur Air Taşımacılık A.Ş. hielt aus rechtlichen Gründen nur 49 Prozent an Holiday Europe.

## Geschichte
Holiday Europe wurde im Jahr 2019 gegründet und erhielt am 24. August 2019 ihr Air Operator Certificate (AOC) und ihre Betriebsbewilligung (OL) vonseiten der bulgarischen Zivilluftfahrtbehörde BGCAA.
Durch die Folgen der Covid-19-Pandemie geriet die Muttergesellschaft Onur Air in starke wirtschaftliche Schwierigkeiten, sodass Holiday Europe den Betrieb im Dezember 2020 vorerst einstellen musste. Der letzte planmäßige Flug, 5Q2316 aus Fuerteventura, landete am Abend des 9. Dezember 2020 am Flughafen Leipzig/Halle. Die beiden Airbus A321neo wurden wenige Tage darauf nach Antalya überführt und am 12. April 2021 an den Leasinggeber zurückgegeben, der Airbus A321-200 wurde am 26. Dezember 2020 von Düsseldorf nach Istanbul überführt und ist seitdem dort eingelagert.
Am 14. Oktober 2021 entzog die bulgarische Zivilluftfahrtbehörde der Gesellschaft die Betriebsgenehmigung.
Im November 2022 erfüllte Holiday Europe wieder alle Anforderungen für den Flugbetrieb und erhielt somit die Betriebsgenehmigung von der bulgarischen Luftfahrtbehörde zurück. Die Genehmigungen wurden jedoch Mitte 2023 wieder entzogen.

## Flugziele
Holiday Europe ist überwiegend für die Muttergesellschaft Onur Air im Einsatz. Es werden für Onur Air diverse Routen ab Antalya bedient, darunter Dresden. Des Weiteren bedient die Holiday Europe viele Urlaubsziele.

## Flotte

### Aktuelle Flotte
Mit Stand November 2022 besteht die Flotte der Holiday Europe aus keinem Flugzeug.
| Flugzeugtyp | Anzahl | bestellt | Anmerkungen | Sitzplätze |
| Gesamt      |        |          |             |            |
| ----------- | ------ | -------- | ----------- | ---------- |

### Ehemalige Flugzeugtypen
- Airbus A321neo
- Airbus A321-200